# Selvagryllus spizon
Selvagryllus spizon är en insektsart som beskrevs av Otte, D. 2006. Selvagryllus spizon ingår i släktet Selvagryllus och familjen syrsor. Inga underarter finns listade i Catalogue of Life.